# 黒い雨
黒い雨（くろいあめ）とは、原子爆弾投下後に降る、原子爆弾炸裂時に巻き上げられた泥やほこり、すすや放射性物質などを含んだ重油のような粘り気のある大粒の雨で、放射性降下物（フォールアウト）の一種である。

## 概要
原子爆弾が投下された広島市で、黒い雨の記録が残っている。また、フランスの核実験場であったムルロア環礁や、ソ連の核実験場であったセミパラチンスク周辺でも、原子爆弾投下後の降雨の記録が残っている。
広島市では、主に北西部（下記参照）を中心に大雨となって激しく降り注いだ。この黒い雨は強い放射能を持つため、この雨に直接打たれた者は、二次的な被曝が原因で、頭髪の脱毛や、歯ぐきからの大量の出血、血便、急性白血病による大量の吐血などの急性放射線障害が起こった。大火傷・大怪我をおった被爆者達はこの雨が有害なものと知らず、喉の渇きから口にするものも多かったという。原爆被災後、他の地域から救護・救援に駆けつけた者も含め、今まで何の異常もなく元気であったにもかかわらず、突然死亡する者が多かった。水は汚染され、川の魚はことごとく死んで浮き上がり、この地域の井戸水を飲用した者の中では、下痢をすることが非常に多かったという。
長崎でも、黒い雨の降雨記録が残っている。黒い雨は爆風や熱線の被害を受けなかった地域にも降り注ぎ、広範囲に深刻な放射能汚染をもたらした。

## 広島における降雨地域
従来、広島において黒い雨の降った範囲は、当時の気象技師の調査などに基づき、爆心地の北西部に1時間以上降った「大雨地域」（南北19km、東西11km）と1時間未満の「小雨地域」（南北29km、東西15km）だとされ、国はそれに基づき「大雨地域」在住の被爆者にのみ健康診断やがんなどの特定疾患発病時の被爆者健康手帳の交付を行ってきた。だが、実際にはその地域よりはるかに遠い地域でも降雨が報告されており、この基準に対する批判が多かった。
近年になって降雨範囲が従来よりはるかに広いことが広島市による被爆者の聞き取り調査により判明した。さらに、広島大学原爆放射線医科学研究所の星正治教授らが2008年から2009年にかけて行った調査により、爆心地から8km離れた「小雨地域」の土よりセシウム137を検出した。
これらの事実を受け、広島市では2010年度から2年かけて改めて原爆投下当日の気象状況を元に黒い雨の降雨範囲のシミュレーションを行うことを発表した。広島市は降雨域の拡大を厚生労働省に求め、これによって、被爆者の援護対象の拡大などが期待されたが、厚生労働省の有識者検討会は2012年1月20日に、「降雨域を確定するのは困難」との結論を出した。

## 長崎における降雨地域
長崎市へ投下された原爆でも、黒い雨の降雨記録が残っている。
1975年、林京子は群像新人文学賞受賞・第73回芥川賞受賞作品の『祭りの場』の中で、母親が諫早に住んでいて「黒い雨」を体験したことを綴っている。
2008年、ノーベル化学賞を受賞した下村脩は、著書の中で、諫早市で黒い雨に濡れたことを記している。
「黒い雨」の降雨に関する記録は広島に比べ数は少ない。原爆炸裂当日の気象条件、降雨地域の人口密度などが関係している（森や林といった山間部が多かった）。また、雨ではなく降灰や塵埃として広範囲に地上に落下した。1945年9月から10月にかけて地上に残留していた放射線の測定値が熊本を含む多数の地点で記録されている。また、長崎の西山地域住民の血液検査（白血球数）なども数は少ないが記録が残されている。
工藤洋三・金子力の著書『原爆投下部隊』の175ページには橘湾上空を飛行するB-29爆撃機から撮影したキノコ雲の写真が3枚掲載されている。その一枚にはキノコ雲の東側（東長崎地区・諫早方面）に黒く延びる影（原爆による多量の降下物）を撮影した写真が掲載されている。
長崎市の浦上駅近くに住んでいた野呂邦暢（1937年生まれ。当時8歳）は諫早市へ半年あまり疎開していて原爆を体験した。この日、友達と公園にセミ採りに行く。現在の眼鏡橋がある近くで、諫早城趾の楠（クスノキ）の上に白く光る球体を見る。鈍い爆発音が地面をゆるがしたあと近くの防空壕へ避難する。しばらくして、どす黒い煙の塔を見る。丘の上から長崎の方を見ると黒褐色の煙の下際が赤い焔で縁どられていた。その夜は、

## 健康への影響
原爆傷害調査委員会（ABCC）は1950年代から被爆状況に関する面接調査を行っており、その設問として「黒い雨」に遭ったかどうかを質問していた。このことは2011年に放射線影響研究所により明らかにされデータの整理が行われていたが、2012年12月になり、広島において黒い雨を浴びた被爆者と浴びなかった被爆者ではガンおよび白血病の罹患率に有為な差はなかったことが発表された。長崎のデータでは雨に遭った被爆者は遭わなかった被爆者にくらべ死亡率が30%高かったが、雨にあった被爆者数が遭わなかった被爆者数に比べはるかに少ないため結論を下すことが出来ないとされた。

## 関連作品
広島での被爆をテーマにした井伏鱒二の『黒い雨』という小説が知られる。1965年『新潮』で連載された。当初は『姪の結婚』という題であったが、連載途中で『黒い雨』に変わった。この作品は重松静馬著『重松日記』を原資料とし創作を加えたもので、今村昌平監督のもと1989年に同名の『黒い雨』として映画化された。
長崎では、林京子の文学作品やノーベル化学賞を受賞した下村脩の著書などがある。
2011年3月に発生した福島第一原子力発電所事故に絡んで、日本のシンガーソングライター・斉藤和義が原発批判ソング「ずっとウソだった」を同年翌月にYouTubeで公開し、この歌詞の中で「黒い雨」に触れている。